# Super League 2024-2025 (calcio femminile Belgio)
La Super League 2024-2025, ufficialmente Lotto Super League 2024-2026 per ragioni di sponsorizzazione, è stata la decima edizione della massima serie del campionato belga femminile di calcio. Il torneo ha preso il via il 30 agosto 2024 e si è concluso il 17 maggio 2025.
Il campionato è stato vinto dall'OH Lovanio per la prima volta nella sua storia, dopo aver concluso i play-off in testa a pari punti con l'Anderlecht, ma superandolo perché aveva concluso al primo posto la stagione regolare.

## Stagione

### Novità
Nonostante le intenzioni iniziali di espandere la Super League a 12 squadre, il numero di squadre partecipanti è stato ridotto di due unità, scendendo da 10 a 8. Dopo che nel marzo 2024 la Pro League aveva presentato il piano strategico per la Super League, Charleroi, Malines e White Star Woluwé hanno rinunciato alla partecipazione ritenendo eccessivi gli investimenti richiesti. Dalla Division 1 è stato ammesso il Westerlo, che aveva concluso al primo posto il campionato, ottenendo poi la licenza per la massima serie.

### Formato
Il formato del campionato è stato modificato dopo la riduzione delle squadre partecipanti, ma venendo sempre articolato su due fasi. Nel corso della prima fase le otto squadre partecipanti si sono affrontate tre volte in un girone all'italiana con partite di andata e ritorno, più un ulteriore turno, per un totale di 21 giornate. Le prime quattro classificate accedevano al Play-off 1 per l'assegnazione del titolo di campione del Belgio, mentre le ultime quattro classificate accedono al Play-off 2 per la definizione dei piazzamenti dal settimo all'undicesimo posto. Nel passaggio dalla prima alla seconda fase ciascuna squadra portava con sé metà dei punti conquistati nella prima fase, con eventuale arrotondamento per eccesso. In entrambi i gironi della seconda fase le squadre si sono affrontate in un girone all'italiana con partite di andata e ritorno per un totale di altre sei giornate. Al termine del Play-off 1, la prima classificata è stata dichiarata campione del Belgio ed ammessa all'UEFA Women's Champions League della stagione successiva, mentre la seconda classificata è stata ammessa all'edizione inaugurale dell'UEFA Women's Europa Cup. Non sono previste retrocessioni, ma la partecipazione è regolata sul sistema delle licenze.

## Squadre partecipanti
| Club           | Città      | Stadio                                           | Stagione precedente      |
| -------------- | ---------- | ------------------------------------------------ | ------------------------ |
| Anderlecht     | Anderlecht | Centro sportivo della federazione belga (Tubize) | 1º posto in Super League |
| Club YLA       | Bruges     | Centro sportivo comunale di Aalter               | 4º posto in Super League |
| Genk           | Genk       | Luminus Arena                                    | 6º posto in Super League |
| Gent           | Gand       | Stadio PGB                                       | 5º posto in Super League |
| OH Lovanio     | Lovanio    | Stadio comunale di Oud-Heverlee                  | 3º posto in Super League |
| Standard Liegi | Liegi      | Stadio Maurice Dufrasne                          | 2º posto in Super League |
| Westerlo       | Westerlo   | Het Kuipje                                       | 1º posto in Division 1   |
| Zulte Waregem  | Waregem    | Stadio comunale di Zulte                         | 8º posto in Super League |

## Stagione regolare

### Classifica finale
|  | Pos. | Squadra        | Pt | G  | V  | N | P  | GF | GS | DR  |
|  | ---- | -------------- | -- | -- | -- | - | -- | -- | -- | --- |
|  | 1.   | OH Lovanio     | 50 | 21 | 16 | 2 | 3  | 47 | 15 | +32 |
|  | 2.   | Anderlecht     | 50 | 21 | 15 | 5 | 1  | 67 | 16 | +51 |
|  | 3.   | Standard Liegi | 36 | 21 | 10 | 6 | 5  | 35 | 21 | +14 |
|  | 4.   | Club YLA       | 33 | 21 | 10 | 3 | 8  | 42 | 27 | +15 |
|  | 5.   | Westerlo       | 25 | 21 | 8  | 1 | 12 | 23 | 46 | -23 |
|  | 6.   | Genk           | 25 | 21 | 7  | 4 | 10 | 30 | 42 | -12 |
|  | 7.   | Gent           | 13 | 21 | 4  | 1 | 16 | 12 | 43 | -31 |
|  | 8.   | Zulte Waregem  | 9  | 21 | 3  | 0 | 18 | 9  | 55 | -46 |

Legenda:
      Ammessa al girone per il titolo.
      Ammessa al girone per i piazzamenti.
Regolamento:
Tre punti a vittoria, uno a pareggio, zero a sconfitta.

### Risultati
1ª-14ª giornata
|                | And  | Clu  | Gnk  | Gnt  | OHL  | Sta  | Wes  | Zul  |
| -------------- | ---- | ---- | ---- | ---- | ---- | ---- | ---- | ---- |
| Anderlecht     | –––– | 2-0  | 5-1  | 2-1  | 4-0  | 1-1  | 4-0  | 7-0  |
| Club YLA       | 2-1  | –––– | 2-2  | 1-0  | 0-1  | 4-3  | 1-3  | 4-0  |
| Genk           | 1-1  | 2-1  | –––– | 3-1  | 1-4  | 2-2  | 1-2  | 1-0  |
| Gent           | 0-3  | 0-4  | 2-1  | –––– | 0-0  | 0-1  | 0-4  | 0-3  |
| OH Lovanio     | 3-4  | 2-0  | 3-0  | 5-0  | –––– | 2-1  | 1-0  | 2-1  |
| Standard Liegi | 2-2  | 3-1  | 2-0  | 4-0  | 1-2  | –––– | 1-0  | 2-1  |
| Westerlo       | 0-5  | 0-7  | 1-3  | 2-0  | 0-2  | 1-0  | –––– | 1-0  |
| Zulte Waregem  | 0-5  | 0-4  | 1-2  | 1-3  | 0-4  | 0-1  | 0-2  | –––– |

15ª-21ª giornata
|                | And  | Clu  | Gnk  | Gnt  | OHL  | Sta  | Wes  | Zul  |
| -------------- | ---- | ---- | ---- | ---- | ---- | ---- | ---- | ---- |
| Anderlecht     | –––– |      | 4-1  |      | 2-0  |      | 7-1  | 3-0  |
| Club YLA       | 1-1  | –––– | 4-0  |      | 1-3  |      |      | 0-1  |
| Genk           |      |      | –––– | 3-0  |      | 1-1  | 2-3  |      |
| Gent           | 1-3  | 0-1  |      | –––– |      | 0-1  |      |      |
| OH Lovanio     |      |      | 3-0  | 1-0  | –––– | 0-0  |      | 6-0  |
| Standard Liegi | 1-1  | 1-2  |      |      |      | –––– | 5-1  | 2-0  |
| Westerlo       |      | 2-2  |      | 0-1  | 0-3  |      | –––– |      |
| Zulte Waregem  |      |      | 0-3  | 0-3  |      |      | 1-0  | –––– |

## Play-off 1

### Classifica finale
|  | Pos. | Squadra        | Pt | G  | V  | N | P  | GF | GS | DR  |
|  | ---- | -------------- | -- | -- | -- | - | -- | -- | -- | --- |
|  | 1.   | OH Lovanio     | 37 | 27 | 20 | 2 | 5  | 55 | 20 | +35 |
|  | 2.   | Anderlecht     | 37 | 27 | 19 | 5 | 3  | 78 | 23 | +55 |
|  | 3.   | Standard Liegi | 25 | 27 | 12 | 7 | 8  | 44 | 31 | +13 |
|  | 4.   | Club YLA       | 21 | 27 | 11 | 4 | 12 | 47 | 38 | +9  |

Legenda:
      Campione del Belgio e ammessa alla UEFA Women's Champions League 2025-2026.
      Ammessa alla UEFA Women's Europa Cup 2025-2026.
Regolamento:
Tre punti a vittoria, uno a pareggio, zero a sconfitta.
Punti portati dalla stagione regolare:
- OH Lovanio 25 punti
- Anderlecht 25 punti
- Standard Liegi 18 punti
- Club YLA 17 punti

### Risultati
|                | And  | Clu  | OHL  | Sta  |
| -------------- | ---- | ---- | ---- | ---- |
| Anderlecht     | –––– | 3-1  | 1-2  | 2-0  |
| Club YLA       | 0-1  | –––– | 0-1  | 2-2  |
| OH Lovanio     | 2-0  | 3-0  | –––– | 0-3  |
| Standard Liegi | 2-4  | 1-2  | 1-0  | –––– |

## Play-off 2

### Classifica finale
|  | Pos. | Squadra       | Pt | G  | V  | N | P  | GF | GS | DR  |
|  | ---- | ------------- | -- | -- | -- | - | -- | -- | -- | --- |
|  | 7.   | Genk          | 27 | 27 | 11 | 6 | 10 | 42 | 49 | -7  |
|  | 8.   | Westerlo      | 17 | 27 | 8  | 5 | 14 | 29 | 56 | -27 |
|  | 9.   | Zulte Waregem | 15 | 27 | 6  | 1 | 20 | 19 | 62 | -43 |
|  | 10.  | Gent          | 10 | 27 | 4  | 4 | 19 | 16 | 51 | -35 |

Regolamento:
Tre punti a vittoria, uno a pareggio, zero a sconfitta.
Punti portati dalla stagione regolare:
- Westerlo 13 punti
- Genk 13 punti
- Gent 7 punti
- Zulte Waregem 5 punti

### Risultati
|               | Gnk  | Gnt  | Wes  | Zul  |
| ------------- | ---- | ---- | ---- | ---- |
| Genk          | –––– | 3-1  | 1-0  | 3-2  |
| Gent          | 1-1  | –––– | 2-2  | 0-1  |
| Westerlo      | 2-2  | 0-0  | –––– | 2-2  |
| Zulte Waregem | 1-2  | 1-0  | 3-0  | –––– |